# Hylodes hallowelli
Espèce
"Hylodes" hallowelli  est une espèce d'amphibiens de la famille des Leptodactylidae de Colombie dont la position taxonomique est incertaine (Incertae sedis).

## Publication originale
- Cope, 1862 : On some new and little known American Anura. Proceedings of the Academy of Natural Sciences of Philadelphia, vol. 14, p. 151–159 (texte intégral).